# Olbramovice (Moravia meridionale)
Olbramovice (in tedesco Wolframitz) è un comune mercato della Repubblica Ceca facente parte del distretto di Znojmo, in Moravia Meridionale.